# Námafjall
Námafjall (482 m) je horský hřeben na Islandu poblíž jezera Mývatn. Je to aktivní sopka, patřící do vulkanického systému Krafla.
Geotermální oblast Námafjall leží nedaleko jezera Mývatn, nachází se zde množství fumarol, solfatar a bahenních bazénků s bahenními sopkami, snadno dostupná jízdou autem, jelikož se nachází jen několik desítek metrů od okružní silnice obepínající celý Island. V relativně mělkých oblastech zemské kůry (okolo 1000 metrů) zde dosahuje teplota až 200 °C, což má za následek snadný kontakt podzemní vody s teplými horninami. Voda se tak přemění na páru, která stoupá vzhůru. V místě výstupu pak vznikají kolem těchto míst ložiska síry ve formě různých kuželů. Dříve zde byla síra těžena pro výrobu střelného prachu.
Památka je volně přístupná a poblíž ní se nachází parkoviště pro automobily, nicméně se nedoporučuje opouštět vyšlapané a značené stezky, jelikož půda zde je velice horká a vstup na ni by mohl být nebezpečný.

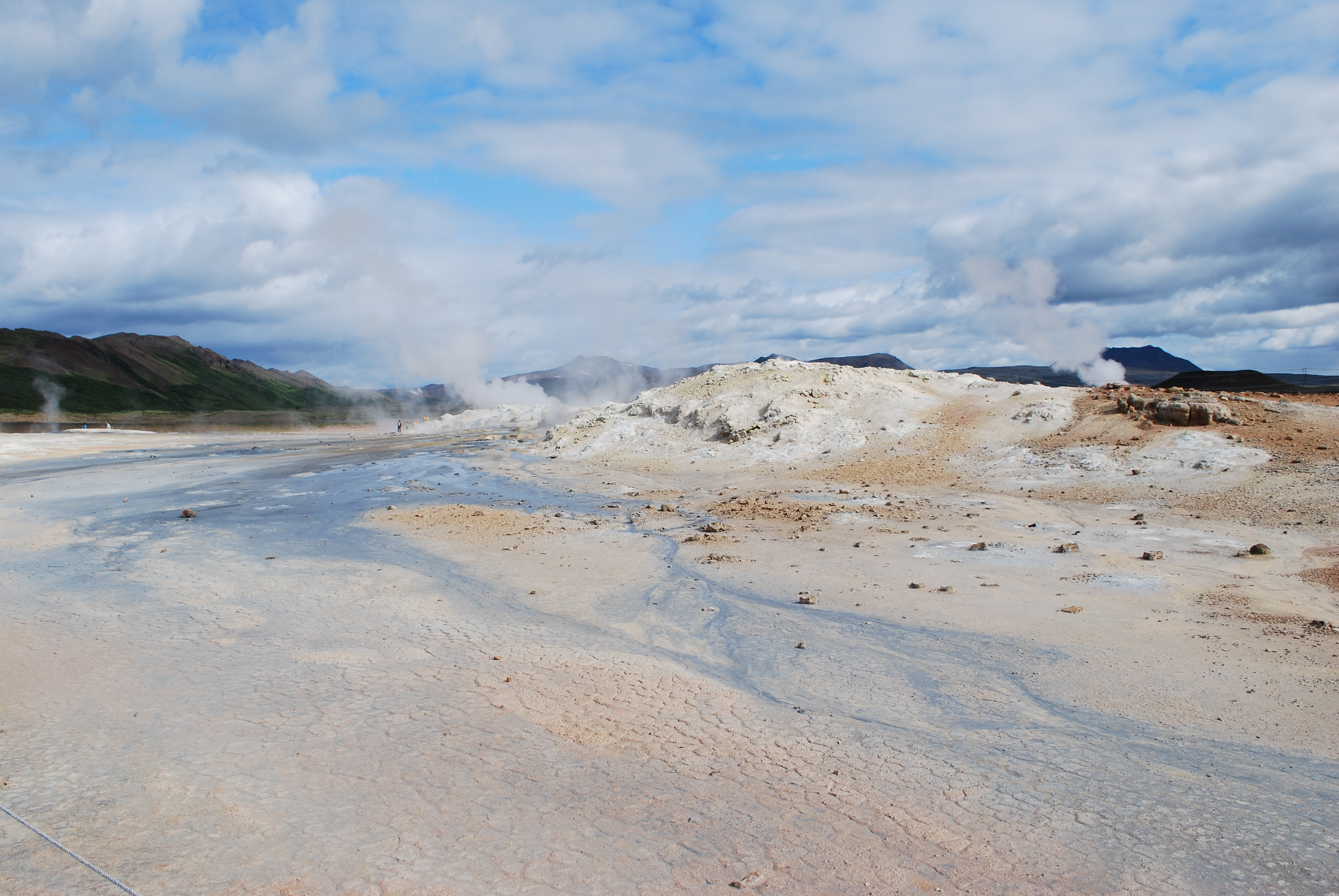
Pohled na oblast Námafjall
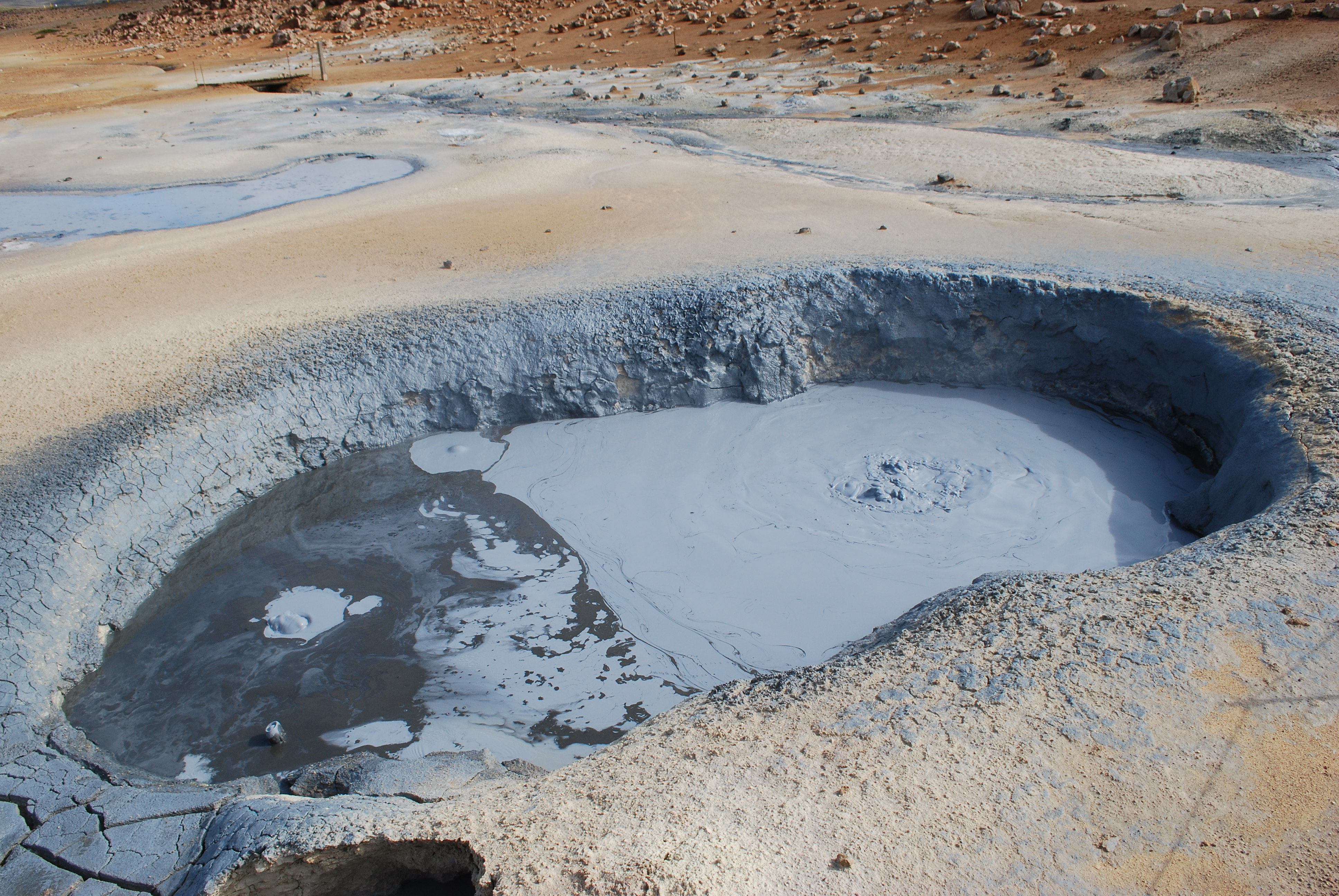
Bahenní jezírko a sopka v oblasti
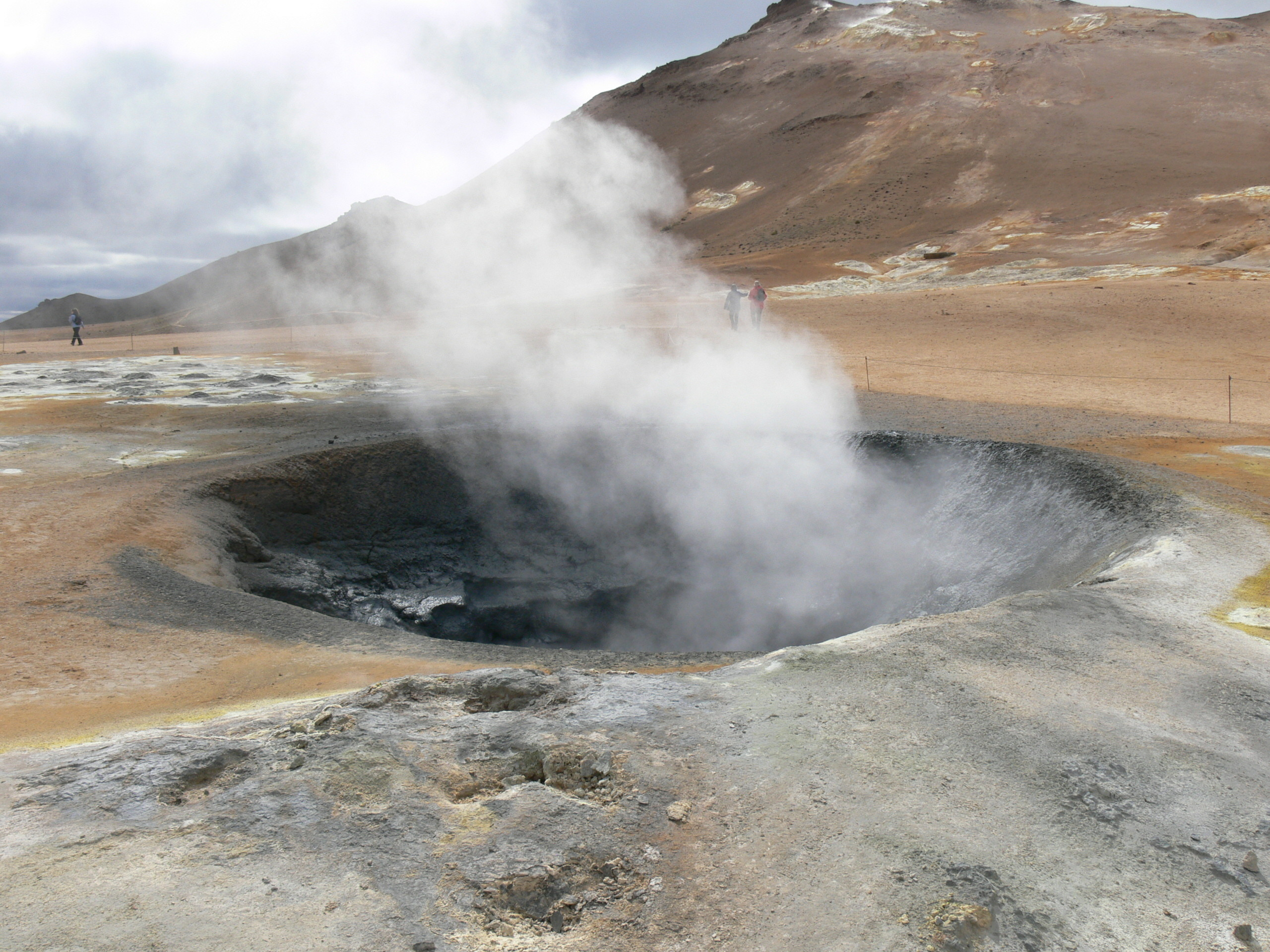
Malý kráter